# Horizonte de predicciones
El horizonte de predicciones es el límite práctico y válido para alguna predicción. En los sistemas complejos con gran cantidad de variables que cambian de forma compleja y errática, es imposible predecir su comportamiento más allá de un punto determinado; este punto es conocido como horizonte de predicción. Más allá de este punto los resultados son inexactos.
- Datos: Q11682601